# Čakany
Čakany (allemand : Knitteldorf ,hongrois : Pozsonycsákány) est un village de Slovaquie situé dans la région de Trnava.

## Histoire
Première mention écrite du village en 1254.

## Démographie

### Évolution de la population
| Année:               | 1994. | 2004.   | 2014.   | 2024.   |
| -------------------- | ----- | ------- | ------- | ------- |
| Nombre de personnes: | 526   | 574     | 606     | 621     |
| Différence:          |       | +9,12 % | +5,57 % | +2,47 % |

| Année:               | 2023. | 2024.   |
| -------------------- | ----- | ------- |
| Nombre de personnes: | 625   | 621     |
| Différence:          |       | -0,64 % |